# Georgia Holt
Georgia Holt (nacida como Jackie Jean Crouch; 9 de junio de 1926 – 10 de diciembre de 2022) fue una cantautora, actriz, y modelo estadounidense. Es madre de la cantante y actriz Cher. Fue una de las últimas sobrevivientes de la Época de Oro de Hollywood.

## Primeros años
Holt nació en Jackie Jean Crouch en Kensett (Arkansas), en 1926 hija de Lynda Inez Gulley, de 13 años, y Roy Malloy Crouch, un panadero de 21 de años. Holt dijo que era descendiente de ingleses, alemanes, irlandeses, franceses, holandeses, y cheroqui. Con frecuencia iba y venía entre sus padres separados. Holt calcula que asistió a 17 escuelas intermedias. Su padre le enseñó a cantar y a tocar la guitarra.

## Carrera
A los seis años, Holt cantaba en una emisora de radio de Oklahoma City, y a los diez cantaba con el director de orquesta Bob Wills and the Texas Playboys. Ganó varios concursos de talentos y belleza, y en la década de 1950 tuvo pequeños papeles en televisión y cine. Tras participar en un taller para cantantes (Phil Moore's "Get Your Act Together") en julio de 1978 en Studio One de Los Ángeles, Mike Douglas, Merv Griffin, y Dinah Shore contrataron a Holt para aparecer en sus programas de entrevistas.
Holt también apareció como miembro del grupo de diez madres de famosos en el programa de televisión estadounidense Card Sharks del 4–8 de julio de 1988.
Holt protagonizó en 2013 el documental de Lifetime Dear Mom, Love Cher, producido por su hija Cher. Holt también publicó ese mismo año su álbum Honky Tonk Woman, grabado en 1982. El álbum incluye un dueto con Cher titulado "I'm Just Your Yesterday".
En 2013, Holt y Cher aparecieron juntas en The Tonight Show with Jay Leno y The Ellen DeGeneres Show para promocionar el documental Dear Mom, Love Cher y el álbum Honky Tonk Woman.
En 2014, Holt y su nieto Chaz Bono aparecieron en el episodio 9 de la sexta temporada de RuPaul's Drag Race para un reto temático de talk show.

## Vida personal
A lo largo de su vida, Holt se casó y divorció seis veces. Con su primer marido, el armenio-estadounidense John Sarkisian (con quien volvió a casarse 19 años después como quinto marido y de quien se divorció de nuevo), tuvo a su hija Cher. Más tarde se casó con el actor John Southall, con quien tuvo otra hija, la actriz Georganne LaPiere (nacida como Georganne Elizabeth Southall). Georganne estuvo casada con Michael Madsen en la década de 1980. En 1961, Holt se casó con Gilbert Hartmann LaPiere, director de banco, que adoptó legalmente a Cher y Georganne, cambiando sus apellidos por LaPiere.
A través de Cher, Holt tuvo dos nietos, Chaz Bono y Elijah Blue Allman.
Desde 1976 hasta su muerte, Holt mantuvo una relación con Craig Spencer.
Holt murió el 10 de diciembre de 2022 a los 96 años. Su muerte fue confirmada por Cher en Twitter.

## Filmografía
| Año  | Título                            | Papel                    | Notas                                                    | Ref    |
| ---- | --------------------------------- | ------------------------ | -------------------------------------------------------- | ------ |
| 1950 | A Life of Her Own                 | Sin acreditar            | Películas                                                | [ 17 ] |
| 1950 | Watch the Birdie                  | La chica del abuelo      | Películas                                                | [ 17 ] |
| 1951 | Grounds for Marriage              | Primera chica            | Películas                                                | [ 17 ] |
| 1955 | The Adventures of Ozzie & Harriet | Novia                    | Episodio de televisión "David's Engagement"              | [ 17 ] |
| 1955 | Artists and Models                | Sin acreditar            | Película                                                 | [ 17 ] |
| 1956 | I Love Lucy                       | Jaques Marcel Model      | Episodio de televisión "Lucy Gets a Paris Gown"          | [ 17 ] |
| 1966 | The Lucy Show                     | Modelo                   | Episodio de televisión "Lucy and Pat Collins"            | [ 17 ] |
| 1978 | Cher... Special                   | Ella misma               | Sólo voz                                                 | [ 17 ] |
| 1979 | The Mike Douglas Show             | Ella misma               | Serie de televisión                                      | [ 17 ] |
| 1980 | The Merv Griffin Show             | Ella misma               | Serie de televisión                                      | [ 17 ] |
| 1987 | Superstars and Their Moms         | Ella misma               | Película para televisión, también coproductora ejecutiva | [ 17 ] |
| 1999 | Behind The Music                  | Ella misma               | Episodio documental de la serie de televisión "Cher"     | [ 17 ] |
| 2011 | Becoming Chaz                     | Ella misma               | Serie de televisión                                      | [ 17 ] |
| 2013 | Entertainment Tonight             | Ella misma               | Series televisivas de infoentretenimiento                | [ 17 ] |
| 2013 | The Tonight Show With Jay Leno    | Ella misma               | Programa de humor nocturno (NBC-TV)                      | [ 17 ] |
| 2013 | The Ellen DeGeneres Show          | Ella misma               | Serie de televisión                                      | [ 17 ] |
| 2013 | Good Morning America              | Ella misma               | Programa matinal de noticias (ABC-TV)                    | [ 17 ] |
| 2013 | Access Hollywood                  | Ella misma               | Series televisivas de infoentretenimiento                | [ 17 ] |
| 2013 | Dear Mom, Love Cher               | Ella misma               | Documental de televisión                                 | [ 17 ] |
| 2013 | 20/20                             | Ella misma               | Programa semanal de noticias (en ABC-TV)                 | [ 17 ] |
| 2013 | Sunday Morning                    | Ella misma               | Programa semanal de noticias                             | [ 17 ] |
| 2014 | RuPaul's Drag Race                | Ella misma/Juez Invitada | Temporada 6 Episodio 9; "Queens of Talk"                 | [ 17 ] |

## Discografía
| Título           | Detalles del álbum                     | Piso gráfico posiciones | Piso gráfico posiciones |
| Título           | Detalles del álbum                     | US Country              | US Heat                 |
| ---------------- | -------------------------------------- | ----------------------- | ----------------------- |
| Honky Tonk Woman | - Fecha realizada: 30 de abril de 2013 | 43                      | 13                      |